# Прикордонники
«Прикордонники» — радянський художній фільм 1940 року, знятий режисером Олександром Маковським на Ашхабадській кіностудії.

## Сюжет
Дія відбувається в лютому 1937 року в Туркменістані біля радянсько-афганського кордону. Загін басмачів повинен прикрити перехід диверсанта на радянську сторону.

## У ролях
- Микола Івакин — Іван Трунов
- Іван Юдін — Іван Стешенко
- Алти Карлієв — Насібулла Джуконов
- І. Каравайченко — начальник застави
- С. Степанов — диверсант
- Г. Данежвар — басмач
- Кулькіши Кульмурадов — ватажок банди

## Знімальна група
- Режисер — Олександр Маковський
- Сценарист — Олексій Ян
- Оператор — Володимир Лавров
- Композитор — Георгій Березовський